# Water-en-vuurwinkel

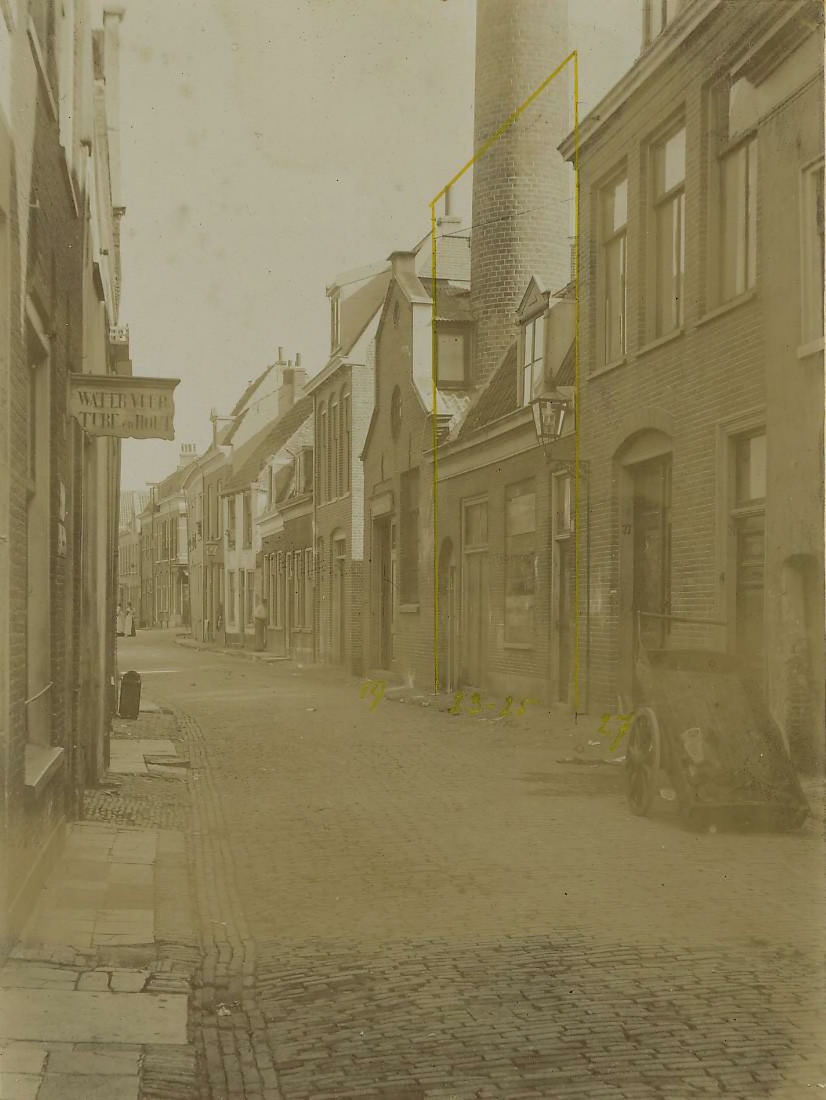
Water-en-vuurwinkel van G. Kop, Lange Raamstraat 24 in Haarlem in 1911

Een water-en-vuurwinkel was een winkel waar men heet water kon kopen dat op een vuur was opgewarmd. Ook waren er gloeiende kolen verkrijgbaar: die kocht men om de eigen kolenkachel aan te maken of om een stoof mee te vullen.
De winkels waren tot in de eerste helft van de twintigste eeuw een gewoon verschijnsel. Rond de Tweede Wereldoorlog verloren ze hun bestaansrecht, doordat steeds meer woningen een gasaansluiting en een moderne keuken kregen.
De winkelier werd "water-en-vuurbaas" genoemd, of, waar dit van toepassing was, "water-en-vuurvrouwtje"; de winkel heette ook wel "Water-en-vuurnering".